# メンギスツ・ハイレ・マリアム

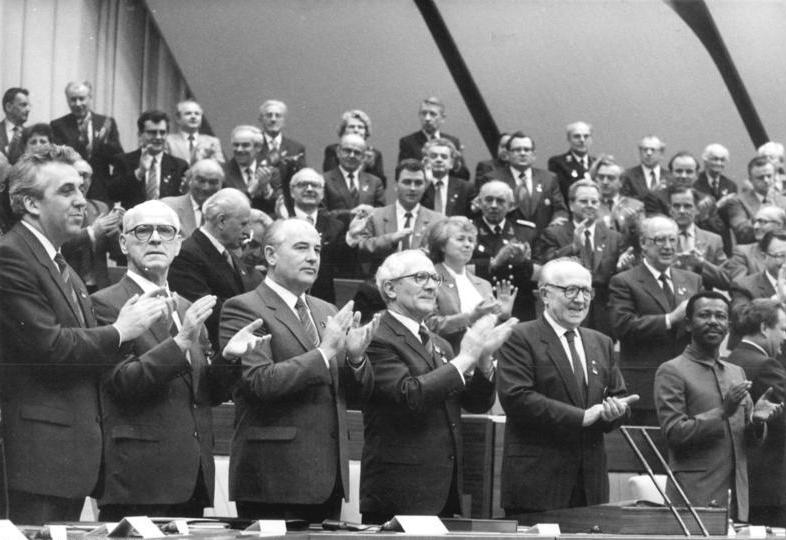
1986年4月17日、ベルリンで行われたドイツ社会主義統一党大会にて（右端がメンギスツ）

メンギスツ・ハイレ・マリアム（アムハラ語: መንግስቱ ኃይለ ማርያም, ラテン文字転写: Mengistu Haile Mariam, 1937年5月27日 - ）は、エチオピアの政治家、軍人。エチオピア革命を指導した。マルクス＝レーニン主義による社会主義国家建設を目指し、エチオピア人民民主共和国の初代大統領に就任した。エチオピア労働者党書記長、アフリカ統一機構議長を歴任。冷戦終結後の1991年、ゲリラ勢力に包囲されるなか、国外に脱出、ジンバブエに亡命した。1974年から1991年にかけて数十万の反対派を粛清し、戦争や飢餓の拡大などにより国内から100万人の難民を出した独裁者である。

## 経歴
エチオピア南部のカファ州の貧しい家庭の出身。出身部族は明らかではないが、同州南東部のクロ語(ダウロ語)あるいはその近縁のコンタ語を話す少数部族の出身とする説が有力である。ホレタ陸軍士官学校を中尉で卒業後、アディスアベバの第4師団、アスマラの第2師団で大尉に昇進。その後ハラールの第3師団に配属され米英にも留学した。
1974年9月のエチオピア革命によって臨時軍事行政評議会 (PMAC) 第1副議長となる。その後に起こった穏健派と急進派の対立抗争では、当時スイスで病気療養中だった皇太子アスファ・ウォッセンの迎え入れを主張した穏健派のアマン・アンドムPMAC議長などと対立。穏健派はインテリ層の大部分や国民の圧倒的な支持を得ていたが、急進派は共和制を主張し、学生や大学教授、労働組合などが支持していた。
11月22日、急進派は突如としてエリトリア解放戦線討伐問題の意見不一致を理由としてアマン議長を解任・軟禁（翌日殺害）して穏健派の一部と銃撃戦を行い、アジスアベバ各所でアマン議長、エンダルカチュー・マコンネン元首相、アクリル・ハプテ＝ウォルド元首相、皇帝ハイレ・セラシエ1世の孫であるエスキンデル・デスタ海軍司令官ら61人の穏健派指導者、政府高官、皇族らを処刑した。この虐殺実行の黒幕はメンギスツ少佐であり、この後メンギスツ少佐はエチオピア国内の実権を掌握した。
1975年には前年から廃位・軟禁していたハイレ・セラシエ1世を殺害。1977年にクーデターを成功させ、自らPMAC議長に就任したメンギスツは、社会主義軍事政権を発足させた。さらに、ソ連・キューバなどの東側諸国の支援を得て、エチオピアの急激な社会主義化を進めたが、同じく社会主義を掲げる軍事政権であるソマリアのモハメド・シアド・バーレとのオガデン戦争やエリトリア独立戦争、飢餓の拡大などで100万人の難民を出した。
1984年、エチオピア労働者党が結成され、メンギスツは中央委員会書記長に選出された。
1987年9月、臨時軍事行政評議会による軍事政権から国民議会を最高機関とする文民統治政権に移行され、初代大統領に軍最高司令官を兼任するメンギスツが就任した。国名もエチオピア人民民主共和国に改称されている。
1988年にはティグレ人民解放戦線 (TPLF) を中心とするエチオピア人民革命民主戦線 (EPRDF) が発足、国内では反政府勢力による内戦が激化していた。
1991年2月以降のEPRDFの軍事攻勢により、5月にはメンギスツ大統領はジンバブエに亡命。EPRDFが首都アディスアベバを制圧・陥落させてメンギスツ政権は崩壊した。
2006年12月12日、エチオピア高等裁判所はジェノサイドと人道に対する罪などでメンギスツに終身刑を宣告した。それに対しロバート・ムガベ率いるジンバブエ政府は、メンギスツがジンバブエ当局の庇護にあることを認め、さらにメンギスツがジンバブエ独立運動に対して武器およびゲリラの訓練を援助し、独立後も空軍兵士の訓練を援助したこと、そしてこの行為は当時の周辺諸国から認められていたことを理由として、メンギスツのエチオピアへの引渡しを拒否した。
2008年5月26日、エチオピア最高裁判所は終身刑の判決を覆し、本人不在のままメンギスツと彼の高官17人に死刑を宣告した。
2017年、ムガベ政権をクーデターで打倒したエマーソン・ムナンガグワ大統領は、メンギスツをエチオピアに引き渡すことはないと述べた。2020年現在も、メンギスツはジンバブエ当局の庇護下に置かれている。
2018年にはエチオピアの元首相ハイレマリアム・デサレンが、メンギスツとのツーショット写真をFacebookに投稿し物議を醸した。その後、写真は削除されている。